# Klaus Hansen (Anglist)
Klaus Hansen (* 12. Januar 1934 in Berlin; † 9. August 2020) war ein deutscher Anglist.

## Leben
Er studierte von 1952 bis 1957 an der Humboldt-Universität zu Berlin Sinologie, Japanologie und Anglistik bei Martin Lehnert. 1962 folgte seine Promotion zum Dr. phil. und 1975 zum Dr. sc. phil. an der Humboldt-Universität zu Berlin. 1978 wurde er dort ordentlicher Professor für englische Sprache, ab 1993 hatte er eine C4-Professur inne. Er wurde 1990 zum Dekan der Philologischen Fakultät gewählt und war Mitglied des Akademischen Senats. Nach der deutschen Wiedervereinigung wirkte Hansen in der Landeshochschulstrukturkommission, die 1991/1992 mit der Neuordnung der Berliner Hochschullandschaft betraut war. 1999 ging er in den Ruhestand.
Zu den Schwerpunkten seiner Forschung gehörten englische Phonetik und Phonologie, Wortbildung, Kontrastive Linguistik (Englisch-Deutsch) und nationale Varianten des Englischen.

## Schriften (Auswahl)
- Abriß der modernen englischen Wortbildung. Potsdam 1971, OCLC 917041047.
- mit Roland Arnold und Hans Mettke: Übungen zur englischen Phonetik. Leipzig 1988, ISBN 3-324-00350-4.
- mit Roland Arnold: Englische Phonetik. Leipzig 1995, ISBN 3-324-00349-0.
- mit Uwe Carls und Peter Lucko: Die Differenzierung des Englischen in nationale Varianten. Eine Einführung. Berlin 1996, ISBN 3-503-03746-2.